# Liste de devises militaires
Cet article présente une liste non exhaustive de devises militaires triées par pays.

## Australie
- Armée australienne :
  - Corps :
    - Royal Australian Army Medical Corps : "Paulatim" (latin) : "Little by Little" (anglais) : "Petit à Petit" (français)
    - Royal Australian Corps of Transport : "Par Oneri" (latin) : "Pour l'honneur" (français)
    - Royal Australian Engineers : "Ubique" (latin) : "Everywhere" (anglais) : "Partout" (français)
    - Royal Australian Corps of Military Police : "Praesto et Persto" : "To Stand Out and to Stand Firm" (anglais)
    - Royal Regiment of Australian Artillery : "Ubique" : "Everywhere" (anglais) "Partout" (français) et : "Quo Fas Et Gloria Ducunt" : "Where Right and Glory Leads "(anglais) : "Où le juste et la gloire mènent" (français)
    - Royal Australian Signals Corps : "Certa Cito" : "Swift and Sure" (anglais), "Vite et Sûr" (français)
    - Royal Australian Army Cadet Corps : "Courage, Initiative, Teamwork" (anglais)

  - Régiments :
    - Royal Australian Regiment : "Duty First" (anglais) : "Le devoir d'abord" (français)
    - Royal Queensland Regiment : "Pro Aris Et Focis" : "For Altars and Hearths" (anglais)
    - 1st Armoured Regiment : "Paratus" : "Ready" (anglais) : "Prêt" (français)
    - 2d Cavalry Regiment : "Courage" (anglais) : "Courage" (français)
    - 4th/19th Prince of Wales's Light Horse Regiment : "Ich Dien" : "I Serve" (anglais)
    - 10th Light Horse Regiment : "Percute et Percute Velociter" (latin) : "Strike, and Strike Swiftly" (anglais) : "Frapper, et Frapper vite" (français)
    - 12th/16th Hunter River Lancers : "Virtutis Fortuna Comes" (latin) : "Fortune is the Companion of Valour" (anglais)
    - Special Air Service Regiment : "Who Dares Wins" (anglais) : "Qui ose, gagne" (français)
    - 1st Commando Regiment (en) : "Strike Swiftly" (anglais) : "Frapper vite" (français)

  - Régiments historique de chevau-légers :
    - 4th Australian Light Horse (Hunter River Lancers) : "Tenax et Fidelis" (latin) : "Steadfast and Faithful" (anglais)
    - 6th Australian Light Horse (New England Light Horse), avant 1907 : "Hearth and Homes", depuis 1907 : "Virtutis Fortuna Comes" : "Fortune is the Companion of Valour" (anglais)
    - 12th Light Horse Regiment : "Virtutis Fortuna Comes" : "Fortune is the Companion of Valour" (anglais)
    - 16th Light Horse Regiment : "Tenax et Fidelis" (latin) : "Steadfast and Faithful" (anglais)
- Royal Australian Air Force : "Per ardua ad astra" (latin) : "Through Adversity to the Stars" (anglais)
  - Commands
    - Air Command : "Alert and Ready" (anglais)
    - Training Command : "Train to Defend" (anglais)

  - Force Element Groups (FEGs)
    - Air Combat Group : "Defend and Strike" (anglais)
    - Air Lift Group : "Mobility and Reach" (anglais)
    - Combat Support Group : "Project and Protect" (anglais)
    - Surveillance and Response Group : "Foremost Sentinel" (anglais)

  - Wings
    - 395 Expeditionary Combat Support Wing (en) : "Expeditious Support" (anglais)
    - 396 Combat Support Wing (en) : "Steadfast in Support" (anglais)
    - 41 Wing (en) : "Pass Not Unseen" (anglais) : "Ne passe pas inaperçu" (français)
    - 42 Wing (en) : "Defend From Above" (anglais) : "Défendre d'en haut" (français)
    - 44 Wing (en) : "Steadfastness" (anglais)
    - 78 Wing : "Fight" (anglais) : "Combattre" (français)
    - 81 Wing (en) : "Prepared to Fight" (anglais) : "Préparé à combattre" (français)
    - 82 Wing : "Find and Destroy" : "Trouver et détruire" (français)
    - 84 Wing (en) : "Guide and Deliver" (anglais)
    - 86 Wing : "Precision" (anglais)
    - 92 Wing (en) : "Watch and Ward" (anglais)

## Belgique
- 1(BE) Corps (Corps belge déployé en RFA de 1946-2002) : Scutum Belgarum - Le bouclier des Belges
- École Royale Militaire: Rege duce pro jure et honore (latin), Servir la Patrie et le Roi, avec honneur et justice (français).
- Composante Marine: non multa sed multum, plusieurs traductions possibles; à l'origine il s'agirait de textes de Pline le jeune et un de ses maîtres; axé sur les connaissances : "lire beaucoup mais peu de livres" et adapté par la marine en "L'essentiel n'est pas la quantité mais la qualité". En France on lit souvent "qui commence plusieurs choses en achève peu".
- Special Forces Group: Far Ahead (anglais) Loin devant (français).
- 1er Bataillon Parachutistes: Who Dares Wins (anglais) Qui Ose Gagne (français)
- 2e Bataillon Commando: United We Conquer (anglais) Ensemble Nous Conquérons (français)

- 3e Bataillon Parachutistes: Droit Devant.
- Air Commando (Composante "air", Belgique) : Invincibile et Recti (latin) Invincible et droit (français)
- Escadrille d'Intervention - Interventie Smaldeel (EIS Air commando): Oderint Dom Metuant (latin). Ils peuvent me haïr, du moment qu'ils me craignent (français)
- 1er Bataillon de carabiniers cyclistes : Vuur en Vlam (en français : Feu et Flamme)
- 2e Bataillon de carabiniers cyclistes : Pour une dent, toute la gueule
- 3e Bataillon de carabiniers cyclistes : Ik bijt (en français : Je mords)
- 4e Bataillon de carabiniers cyclistes : Le Diable au Corps

Infanterie de ligne :
- Le 12e régiment de ligne prince Léopold : À l'avant garde!
- Le 13e régiment de ligne: Nec jactantia nec metu (latin) Sans forfanterie ni crainte (français)(NB le 13e régiment de ligne est maintenant jumelé avec le 12e régiment de ligne prince Léopold)
- régiment de chasseurs Ardennais: Résiste et mord !
- 1ère compagnie: De la gueule et du cran.
- 2eme compagnie: Vouloir, c’est pouvoir.
- 3ème compagnie: À fond la trois, du sang pour toi.
- 4ème compagnie: Discret et toujours aux aguets.

Chasseurs à Pied
- 2e régiment de Chasseurs à Pied (Charleroi) (dissout): Tresignies nous te suivons !

Cavalerie Blindée
- 1er Régiment de Lanciers : Vaillant de le Burch
- 2e Régiment de Lanciers : Mort premier comme devant
- 3e Régiment de Lanciers : Comme à Orsmael je tiens
- 4e Régiment de Lanciers : Quatre lances, pas de quartier
- 5e Régiment de Lanciers : Ab origne fortis (latin) Brave dès l'origine (français)
- 6e Régiment de Lanciers : Offerbereid als weleer (Prêt au sacrifice comme jadis)
- 1er Régiment de Chasseurs à Cheval : Ubique Fidelis et Fortis - Partout Fidèle et Courageux
- 2/4e Régiment de Chasseurs à Cheval : De Geules et d'Or - A jamais, j'y crois
- Escadron QG 17 Recce (Spich) : Unguibus et Rostro - Becs et Ongles
- Département de formation Cavalerie : « Arte nostra doctus sis dans pugna primus » (Notre devise, être les premiers au combat )

Artillerie de campagne
- Devise de l'arme : Regis Ultima Ratio - Le dernier recours du Roi
- 1er régiment d'artillerie de campagne (1A): « UBIQUE PRIMUS » - « Partout Premier »
- 3e Régiment d'Artillerie : "dans la lice" (allusion à la lice des tournois ?)

Génie
- Département de formation Génie: "RES NON VERBA" - "des actes et non des paroles"
- 67e Cie. Génie de Combat - Amay : "SEMPER PRORSUM" - "Toujours à l'avant" (NB: la 67e Compagnie du Génie de Combat est maintenant intégrée au 4e Bataillon du Génie)
- 3e Génie : "Avant Partout" - Bataillon dissous en 1995

Police militaire
- 2 Cie MP : Justus et Tenax - Justice et ténacité
- 6 Cie MP : Duralex Sed Lex - La loi est dure mais c'est la loi
- 16 Cie MP : Fortiter Sed Suaviter - Ferme mais doux traduit par "Une main de fer dans un gant de velours"

Transmissions
- Devise de l'arme : Omnia Conjungo - Je relie tout
- 5TTr / 5Gp CIS : Ubique et Semper - Partout et toujours
- 4 TTr / 4 Gp CIS : Certo et Vinco - Je combats et je vaincs

Divers:
- École Royale Technique : "Labor omnia vincit improbus"
- escadrille auxiliaire : "Nunquam Flamma extinguitur"
- escadrille de Vol sans Visibilité : "Non Sibi"
- Flight hélicoptères devenue en 1974 la 40e escadrille hélicoptères : "Aude Audenda"
- 3e escadrille de chasseurs-bombardiers devenue en 1959 la 52e escadrille Missiles : "Qui s'y frotte s'y pique"
- 6e escadrille : "Ad Fata Trahunt" puis à partir de 1957 "Semper labora"
- 23e escadrille de Chasseurs-Bombardiers : "Diabolico furore"
- 25e escadrille de Chasse de Jour devenue en 1963 la 50e escadrille Missiles : "Compos sui"
- 26e escadrille de Chasse de Jour : "Dente cornuque pugnat"
- 27e escadrille de Chasseurs-bombardiers devenue en 1976 la 57e escadrille Missiles Erle : "Oderint dum metuan"
- 29e escadrille de Chasse de jour : "Custodiendo audere"
- 31e escadrille : "In sanguine vinum"
- 255e compagnie d'ordonnance : "Semper Melior"
- 349e escadrille : "Strike hard, strike home"
- 350e escadrille : "Belgae Gallorum Fortissimi"
- 351e escadrille devenue en 1948 la 1re escadrille : "Nemo me impune lacessit"
- 352e escadrille devenue en 1948 la 2e escadrille : "Ut fulgur sulca aethera"
- 13e wing smsl : "quaerens quem devoret" "cherchant ce qu'il devorera"
- École d'infanterie : "Exemplo" "l'Exemple"

## Centrafrique
- E.S.F.O.A. Jean Bedel Bokassa : Patrie, discipline
- C.I.M.S.C.N, Bouar :

## Côte d'Ivoire
- Police nationale : Servir
- Gendarmerie nationale : Pro patria pro lege
- Le Groupement des Sapeurs Pompiers Militaires (GSPM) : Sauver ou périr
- Armée de l'Air : Qui tient le haut tiens le bas
- 1er Bataillon blindé: Loyauté - Disponibilité- Efficacité
- 1er Bataillon d'Infanterie: Second de personne
- 2e Bataillon d'Infanterie : Sans recul
- 1er Bataillon du Génie : Souvent construire, parfois détruire, toujours servir
- Escadron Para-commando 4/1: La Sueur épargne le Sang
- Bataillons d'Artillerie Sol-Air (BASA) : Qui s'y frotte s'y pique
- Bataillon d'Artilleries Sol-Sol : Plus loin, plus précis
- Garde républicaine : Facta non verba
- Marine nationale : C'est par la terre qu'un peuple devient fort, c'est par la mer qu'il devient grand
- Force spéciale : Ultimum Recursum (Dernier recours)
- Académie des forces armées (AFA) ex EFA  : S'instruire pour vaincre

### Écoles militaires Côte d'Ivoire
- École militaire préparatoire technique (EMPT) : S'instruire pour mieux servir
- l'Ecole des Douanes : absin insistu (Supporte et assieds-toi)
- École de gendarmerie d'Abidjan : Force et savoir pour la patrie et la loi
- École de gendarmerie de Toroghué : Même mort je m’en souviendrais
- Académie des forces armées (AFA) ex EFA : S'instruire pour vaincre
- École nationale des sous-officiers d'active (ENSOA) : S'instruire pour ne pas subir

## Finlande
- Armée de l'air finlandaise : Qualitas potentia nostra (La qualité est notre pouvoir)
- Régiment de chasseurs Utti (fi) (Utin jääkärirykmentti) : Excelsior (Plus haut)
- Brigade blindée (Panssariprikaati) : Iske ja murra (finnois : Frappez et cassez)

## Inde
Armée indienne : The safety, honour and welfare of your country, come first, always and everytime. The honour, welfare and comfort of the men you command comes next. Your own ease, comfort and safety comes last, always and every time. (anglais)
- Border Security Force : Duty Unto Death (en anglais)
- Corps of Electrical & Mechanical Engineers (EME) : Karm hi Dharam : Work is Supreme Duty (anglais)
- Defence Service Staff College : Yuddham Pragayya : To war with Wisdom (anglais)
- Grenadiers Regiment : Sarvada Shaktishali : Ever Powerful
- Indian Air Force : Nabha Sparsham Deeptam : Touch the Sky with Glory (anglais)
- Indian Coast Guard : Vayam Rakshamah : We Protect (anglais)
- Indian Military Academy : Veerta aur Vivek : Valour and Wisdom (anglais)
- Indian Navy : Shano Varuna : May the Lord of the Oceans be Auspicious Unto Us (anglais)
- Jat Regiment : Sangathan Wa Veerta : spirit of unity and valour
- Judge Advocate General (Indian Army) : Satyameva Jayate : Truth alone triumphs (anglais)
- Ordnance Corps : Shastra Se Shakti
- Regiment of Artillery : Izzat O Iqbal
- Special forces : Balidaan : sacrifice (anglais)
- The Brigade of The Guards : Pahla Hamesha Pahla : Ahead, Always Ahead ou First, Always First
- The Corps of Signals : Teevra Chaukas : Swift and Secure (anglais)

## Indonésie
- Armée de terre indonésienne (TNI Angkatan Darat) : ?
- Armée de l'air indonésienne (TNI Angkatan Udara) : ?
- Marine indonésienne (TNI Angkatan Laut) : Jalesvava Jayamahe : In ocean we are glorious (anglais)

## Israël
- Armée de défense d'Israël :
  - Brigade Guivati (חטיבת גבעתי) : Yehidat sgula : Une unité de vertu
  - Corps blindé mécanisé (חיל השריון) : Ha-adam she-ba-tank yenatze'ah : L'homme dans le char [est celui qui] gagnera
  - Corps d'artillerie (חיל התותחנים) : Bli siyua, ha-chir lo yanua : Sans soutien, l'infanterie ne bougera pas
  - Corps d'artillerie (חיל התותחנים) : Artilar-ya mal-kat hakrav (ארטילריה מלכת הקרב) : L'Artillerie est la reine des batailles
  - Corps d'artillerie (חיל התותחנים) : H'eer tahot hachat hweernik meth, artilary tahot hachat assare h'eernikim methim (חי"רניק בטעות אחת הורג חי"רניק,תותחנים בטעות אחת הורגים עשרה חי"רניקים) : Le fantassin qui fait une erreur tue un autre fantassin, l'artillerie en une erreur, tue dix fantassins
  - Corps de génie de combat (חיל ההנדסה הקרבית) : Tamid rishonim : Toujours les premiers
  - Corps de génie de combat (חיל ההנדסה הקרבית) : Et ha-kashe naase hayom, et ha-bilti efshari naase macha : Ce qui est difficile, nous le ferons aujourd'hui — ce qui est impossible, nous le ferons demain
  - Corps de recherche du renseignement de combat (חיל האיסוף הקרבי) : Lach, dumiya, tehila : Silence, la gloire est pour toi
  - Marine israélienne (חיל הים הישראלי) : Vayerd me-yam ad yam. Uminahar ad afsey aretz, lefanav yichreu tziyim : Il dominera d'une mer à l'autre, Et du fleuve aux extrémités de la terre. Devant lui, les habitants du désert fléchiront le genou. (Psaume 72 8, 9)
  - Brigade du Nahal (חטיבת הנח"ל) : Hayitaron ha-enoshi : L'avantage humain
  - Brigade parachutiste (חטיבת הצנחנים): Nizom, novil, ne'haveh dugma venenaze'ah : Innove, dirige, donne l'exemple — et vainc
  - Sayeret Matkal (סיירת מטכ"ל) : Mi shemaez menatze'ah : Who Dares Wins (anglais) : Qui ose gagne
- Mossad (המוסד למודיעין ולתפקידים מיוחדים) : Be'ein tachbulot yipol am veteshua berov yoetz : Quand la prudence fait défaut, le peuple tombe; Et le salut est dans le grand nombre des conseillers. (Proverbes, 11:14)
- Service de sécurité intérieure israélien (Shabak, שירות הביטחון הכללי) : Magen ve-lo yira'e : Le Défenseur qui n'aura pas peur /  Un défenseur qui ne sera pas vu

## Mali

### Écoles militaires Mali
- École militaire interarmes (EMIA) : S'instruire, Instruire et Vaincre
- École militaire d'administration (EMA) : S'instruire pour mieux gérer
- École d'État-major : S'instruire pour mieux conseiller
- École de maintien de la paix, malienne : l'Afrique unie pour la paix

## Madagascar

### Académie militaire d'Antsirabe
- École militaire : Ho an'ny tanindrazana: pour la patrie

## Norvège
- Forces armées norvégiennes : For Fred og Frihet (norvégien) : Pour la paix et la liberté
- Armée norvégienne (Hæren) Artilleribataljonen (Bataillon d'artillerie) : Gjør ræt - Frykt intet! (ancien norvégien) : Fais ce qui est juste - Ne crains rien !
- Garde royale norvégienne (Hans Majestet Kongens Garde, HMKG) : Alt for Kongen (norvégien) : Tout pour le Roi
- Panserbataljonen (Bataillon de blindés) : Bitit Fyrst (ancien norvégien) : Mordons les premiers.
- Garde nationale (Heimevernet) : Verner - Vokter - Virker (Norvégien) : Défendons - Gardons - Agissons
- Force aérienne royale norvégienne (Luftforsvaret) : For Konge og Fedreland (Norvégien) : Pour le Roi et la Patrie
- Marine royale norvégienne (Sjøforsvaret) : For Konge, Fedreland og Flaggets Hæder (Norvégien) : Pour le Roi, la Patrie et la gloire du drapeau

## Pakistan
- Armée de terre pakistanaise پاک فوج : Iman, Taqwa, Jihad fi Sabilillah : Foi, piété et combat sur le chemin de Dieu

## République Démocratique du Congo
- Forces armées de la république démocratique du Congo (FARDC) : Ne jamais trahir le Congo

## Royaume-Uni
- Armée de terre britannique :
  - Bureaux :
    - Master-General of the Ordnance Sua Tela Tonant (Leurs armes sont foudres)

  - Corps :
    - Royal Tank Regiment (RTR) : Fear Naught (anglais, Craignez rien)
    - Intelligence Corps : Manui dat cognitio vires (La connaissance donne force à l'arme)
    - Royal Engineers : Ubique (Partout) et Quo fas et gloria ducunt (Où le devoir et la gloire dirigent)
    - Royal Army Medical Corps (RAMC) : In arduis fidelis (Fidèle en adversité)
    - Royal Signals Corps (RSC) : Certa Cito (Rapide et sûre)
    - Royal Electrical and Mechanical Engineers (REME) : Arte Et Marte (Par talent et par combattant)
    - Royal Logistic Corps : We Sustain (anglais, Nous soutenons)
    - Royal Military Police : Exemplo ducemus (Nous commandons par exemple)
    - Navy, Army and Air Force Institutes (NAAFI) : Serving the Services (anglais, Servant les services)

  - Les brigades d'infanterie par séniorité :
    - 1er Grenadier Guards : Honi soit qui mal y pense (la devise de l'ordre de la Jarretière)
    - 2e Coldstream Guards : Nulli Secundus (Le second de personne)
    - 3e Scots Guards : Nemo Me Impune Lacessit (Nul ne me provoquera impunément - la devise de l'Ordre du Chardon)
    - 4e Irish Guards : Quis Seperabit (Qui nous séparera - la devise du défunt Ordre de Saint-Patrick)
    - 5e Welsh Guards : Cymru am Byth (gallois, Galles pour toujours)

  - Régiments :
    - Black Watch : Nemo Me Impune Lacessit (Nul ne me provoquera impunément - la devise de l'Ordre du Chardon)
    - Cumberland Highlanders : Cos Cheum Nach Gabh Tilleadh (Gaélique écossais, (Nos traces ne nous permettront pas de revenir en arrière)
    - Gordon Highlanders : Bydand (Gaélique écossais, Arrêt)
    - Royal Regiment of Fusiliers : Honi soit qui mal y pense (la devise de l'ordre de la Jarretière)
    - Royal Welch Fusiliers : Nec Aspera Terrent (Pas effrayé de travail - la devise de la Maison de Hanovre)
    - Queen's Own Highlanders : Cuidich 'n Righ (Gaélique écossais, Aide au Roi)
    - Queen's Royal Regiment : Pristinae virtutis memor (Pensif d'ex-virtue)
    - The King's Regiment : Nec Aspera Terrent (Pas effrayé de travail - la devise de la Maison de Hanovre)
    - Highlanders d'Argyll et de Sutherland : Ne obliviscaris (Ne pas oublier)
    - Régiment royal de fusiliers des Highlands : Nemo nos impune lacessit (Personne ne nous provoque impunément)
    - SAS britannique : Who dares wins (Qui ose gagne) idem que 1er régiment parachutiste d'infanterie de marine français
    - Devonshire and Dorset Regiment : Semper fidelis (Toujours fidèle)

  - Unités spéciales d'opérations :
    - Special Air Service (SAS) : Who Dares Wins (anglais) : Qui ose gagne (français)
    - Special Reconnaissance Regiment (SRR) : Reconnaissance.

  - Écoles et académies militaires :
    - Britannia Royal Naval College, Dartmouth: Palmam qui meruit ferat (Let him, who has earned it, bear the palm)
    - Royal Military Academy Sandhurst: Serve to Lead
    - Royal College of Defence Studies: ????? (concord (or co-operation) strengthens the limbs/strength through unity)

  - Artillerie :
    - Royal Regiment of Artillery: Ubique (Partout) et Quo fas et gloria ducunt (Où le devoir et la gloire dirigent)

  - Cavalerie :
    - Life Guards : Honi soit qui mal y pense (la devise de l'ordre de la Jarretière)
    - Blues and Royals : Honi soit qui mal y pense (la devise de l'ordre de la Jarretière)

  - Dragons :
    - Scots Greys/Royal Scots Dragoon Guards: Nemo me impune lacessit (No one wounds me with impunity)
    - 5th Royal Inniskilling Dragoon Guards : Vestigia Nulla Retrorsum (No Step Backwards) (Aucun retour en arrière) Idem à la devise sacrée du Vatican, au 116th Field Artillery Regiment (États-Unis), à la ville d'Auburn (Maine) (États-Unis) et au Buckinghamshire (Royaume-Uni)
- Royal Marines (RM) : Per Mare Per Terram (Par mer, par terre)
- Royal Air Force (RAF): Per Ardua ad Astra (Through Adversity to the Stars) (Avec fougue, jusqu'aux astres)
- Royal Navy (RN): Si vis Pacem, para bellum (Si vous voulez la paix, préparer pour la guerre)
- Special Boat Service (SBS): Not by Strength, by Guile.

## Russie

### Armée de terre de Russie

#### Infanterie de Russie
- Insigne des soldats : L S B (Latviesu Strelnieku Bataljons) (Letton)
- 1er bataillon de la Daugavgriva : Ne soyez pas tristes, soldats, le soleil argenté se lève
- 2e bataillon de la Daugavgriva : Dans les temps difficiles pour la patrie, ses fils doivent aller l'aider
- Bataillons de tirailleurs lettons : Sur le billot, j'ai mis ma tête pour défendre ma patrie

#### Autres
- Forces des fusées stratégiques de la fédération de Russie* : Après nous, le silence

## Sénégal
- Forces armées : On nous tue ; on ne nous déshonore pas
- Prytanée militaire de Saint-Louis : Savoir pour mieux servir
- Armée de l'air : Semper Expedite - Toujours prêt et plus rapide
- Marine nationale : En mer, pour la patrie
- École militaire de Santé : Partout et toujours au service de l'humanité

## Maroc
- Forces armées royales : Allah Alwatan Almalik "Dieu, La patrie et le roi"
- ARM (Académie royale militaire) :
- ERGM "École royale de la Gendarmerie"

## Suède
- Livgardet: Possunt nec posse videntur (latin) : They can what it seems they cannot (anglais)

## Suisse
- École des officiers de carrière de l'Armée (MILAK) : "L'exigence amène à l'excellence"
- École des sous-officiers de carrière de l‘Armée: „arduis superiores“ (supérieur aux obstacles)
- École des troupes blindées 22/222 : "In Corde Veritas" (Au cœur de la vérité)
- École d'explorateurs 23/223 : "Par Saint Georges !"
- École d'officiers des troupes blindées [Pz/Art OS 22], anciennt. École d'officiers des Troupes mécanisées et légères [MLT OS /EO TML] : "Perfer et Obdura" (supporte et persévère)
- École d'officiers de l'Artillerie (Pz/Art OS 22): "Vive la Sainte Barbe, Vive l'Artillerie"
- École d'état major général (GST S) : "labor omnia vincit improbus" (Virgil, 70-19 av. J.-C. : le travail acharné vient à bout de toutes les difficultés)
- École d'officiers d'infanterie (Inf OS 1-2): "Exemplo ducemus" (Nous conduisons par l'exemple)*
- Bataillon  d’Intervention de l'Infanterie (ER14, Bat Inf interv 104,204,304) : "Miles Protector" (soldat protecteur)
- Brigade blindée 1 : "Semper Fidelis" (Toujours fidèle)
  - Bataillon d'aide commandement 1 : "L'impossible nous le réalisons"
  - Compagnie d'Exploration 1 (Br Bl 1, bat expl 1): "Videre Sine Videri" (Voir sans être vu)
  - Compagnie d'Exploration 1, Section 1 : "L'exigence amène l'excellence !"
  - Groupe d'artillerie 1 : "Plus vite, plus fort, plus loin"
- Bataillon de chars 15 : "Qui ose gagne"
- Bataillon d'Infanterie de Montagne 7 : "Esse Qvam Videri" (Être plutôt que paraître)
  - Bataillon d'Infanterie de Montagne 7 - Compagnie 3 : "Semper Paratus ad Pugnam" (Toujours prêt au combat)
- Compagnie de Chasseur de chars 2 (Br Inf 2, bat expl 2) : "Semper Primi" (Toujours premier)
- Compagnie de défense NBC 10/3 (Cp déf NBC 10/3): "Contra Morbum Semper Vigilans"
- Bataillons des quartiers généraux (HQ Bat 11, 22 & 25) : "Semper Paratus" (Toujours prêt)
- Commandement des Forces Spéciales : "Honor, Modestia, Unitas" (Honneur, modestie, unité)
- Explorateurs (Troupes mécanisées et légères) : "Par Saint Georges !"
- Explorateurs (Infanterie) : "Voir sans être vu !"
- Grenadiers (Infanterie) : "Semper Fidelis" (Toujours fidèle)
- Grenadiers (Police Militaire) : "Ein Team, eine Einheit, eine Familie." (une équipe, une unité, une famille)

### Forces aériennes suisses
- Formation d'application 31 : "Pa capona !" (Ne pas abandonner)
- École d'officiers des forces aériennes : "Team, Prontezza, Confiance" (Équipe, préparation, confiance)

## Vatican
- Zouaves pontificaux : "Aime Dieu et va ton chemin" [réf. souhaitée]
- Garde suisse pontificale : "Acriter et fideliter" (valeur et fidélité)